# 竇牟
竇牟（749年—822年），字貽周，京兆府金城縣人，唐朝官員、詩人。郡望扶風平陵縣（今陝西咸陽西北）。竇叔向次子。

## 生平
袁高外甥。竇常之弟，竇羣、竇庠、竇鞏之兄。侍奉继母至孝，品行兼優，名聞京城。贞元二年（786年），张正甫榜进士及第，授秘书省校书郎，东都留守崔纵聘为巡官。又歷任河阳、昭義军节度使从事。昭义军节度使卢从史骄横，窦牟托病回洛阳。再任东都留守判官，改协律郎，累迁至检校都官郎中。元和五年（810年），入朝为虞部郎中，任洛阳縣令、都官郎中、泽州刺史，升迁国子司业，長慶二年（822年）春，卒於家，年七十四。與韓愈交往甚深，韓愈撰其墓志銘。有文集十卷，已佚。《全唐詩》存其詩二十一首。